# António Camelier
António José Chaves Camelier da Silva (Lisboa, 9 de janeiro de 1988) é um modelo e ator português.

## Biografia
António José Chaves Camelier da Silva ficou conhecido do grande público após participar na série juvenil da TVI Morangos com Açúcar. A sua personagem Gonçalo integrou o elenco da quarta temporada. Morangos com Açúcar IV.
Após interpretar o sedutor Gonçalo, embarca num projecto teatral da autoria de Catarina Viegas intitulado Eu! Eu Nada Mais!.
Tirou o curso de Ciências do Desporto, na Faculdade de Motricidade Humana. 
Deu vida ao Vampiro, Henrique Azevedo na produção da SIC, Lua Vermelha.
Em 2019, interpretou a personagem Ricardo Assunção na série que mudou as noites da SIC, Golpe de Sorte.

## Televisão
| Ano         | Projeto                         | Papel                        | Notas              | Canal       |
| ----------- | ------------------------------- | ---------------------------- | ------------------ | ----------- |
| 2006 - 2007 | Morangos com Açúcar (4.ª série) | Gonçalo Pimentel             | Elenco principal   | TVI         |
| 2009 - 2010 | Lua Vermelha                    | Henrique Azevedo             | Antagonista        | SIC         |
| 2010        | A Família Mata                  | Ângelo, intrutor de capoeira | Ator convidado     | SIC         |
| 2011        | Laços de Sangue                 | Ronaldo                      | Elenco adicional   | SIC         |
| 2011        | Rosa Fogo                       | Produtor                     | Elenco adicional   | SIC         |
| 2012        | Dancin' Days                    | David                        | Elenco adicional   | SIC         |
| 2013        | Bem-Vindos a Beirais            | Marçal                       | Elenco adicional   | RTP1        |
| 2013        | Sol de Inverno                  | Personagem não divulgada     | Elenco adicional   | SIC         |
| 2014        | Água de Mar                     | Afonso Moura                 | Elenco principal   | RTP1        |
| 2015        | Mar Salgado                     | Segurança                    | Elenco adicional   | SIC         |
| 2015        | Coração d'Ouro                  | Major Simão Valente          | Elenco adicional   | SIC         |
| 2015 - 2016 | Poderosas                       | Alexandre                    | Co-antagonista     | SIC         |
| 2015        | Alisa a Heroína do Futuro       | Comissário Harlock           | Elenco principal   | RTP         |
| 2015        | Alisa a Heroína do Futuro       | Comissário Harlock           | Elenco principal   | Canal Biggs |
| 2016 - 2017 | Rainha das Flores               | Artur                        | Elenco principal   | SIC         |
| 2017 - 2018 | Paixão                          | Nuno                         | Elenco adicional   | SIC         |
| 2019        | Golpe de Sorte                  | Ricardo Assunção             | Elenco principal   | SIC         |
| 2021        | A Máscara (2.ª edição)          | "Coelho"                     | Concorrente        | SIC         |
| 2021 - 2022 | A Serra                         | António José "Tozé" Grilo    | Elenco principal   | SIC         |
| 2022        | Lua de Mel                      | Manuel "Manu" Ruiz           | Elenco principal   | SIC         |
| 2025        | A Herança                       | Marco Rodrigues              | Elenco adicional   | SIC         |
| 2025        | Lua Vermelha: Nova Geração      | Henrique Azevedo             | Antagonista (OPTO) | SIC         |